# Гробниці царів у Пафосі
Гробниці королів (грец. Τάφοι των Βασιλέων [ˈtafi ton vasiˈleon], тур. Kral Mezarları) — великий некрополь, розташований приблизно за два кілометри на північ від гавані Пафосу на Кіпрі. У 1980 році він був включений до списку Всесвітньої спадщини ЮНЕСКО разом з Пафосом і Куклією.

## Опис
Підземні гробниці, багато з яких датуються 4 століттям до нашої ери, висічені з твердої скелі, і вважають, що вони були місцями поховання пафітських аристократів і високопосадовців до третього століття нашої ери (назва походить від величності гробниць; тут насправді не поховано жодного короля). Деякі гробниці мають доричні колони та стіни з фресками. Археологічні розкопки на місці все ще проводяться. Могили вирубані у скелі, а часом імітували будинки живих. 

## Дослідження
Гробниці були відомі та їх досліджували протягом століть. Найстаріший сучасний звіт був написаний Річардом Пококом у 1783 році.  Майже через століття, у 1870 році, перші археологічні розкопки провів Луїджі Пальма ді Чеснола, американський консул італійського походження на Кіпрі. У 1915 році відбулися перші розкопки під науковим керівництвом Менелаосом Маркідесом, який був куратором Кіпрського музею. Наприкінці 1970-х і 1980-х роках проводилися систематичні розкопки під керівництвом доктора Софокла Хаджісавваса, колишнього директора відділу старожитностей Республіки Кіпр. 
Доктор Хаджісаввас готує знахідки до публікації за підтримки австралійської археологічної місії в Пафосі. 
Частково важливість гробниць полягає в пафійській звичці включати родоські амфори серед приношень у похованнях. Через виробничі штампи, розміщені на ручках цих амфор, можна дати їм дату, а через них — інший матеріал з того самого поховання. 
Таким чином можна розробити більш надійну хронологію для археологічного матеріалу в Східному Середземномор'ї елліністичного та раннього римського періодів. 
Є свідчення, що значна частина інформації, пов'язаної з гробницями, з часом була втрачена. Цьому сприяло декілька факторів: вважається, що багато гробниць були багаті на дорогі артефакти. Однак дуже мало таких речей знайдено офіційними археологічними місіями, бо гробниці були ймовірно розграбовані раніше.

## Галерея

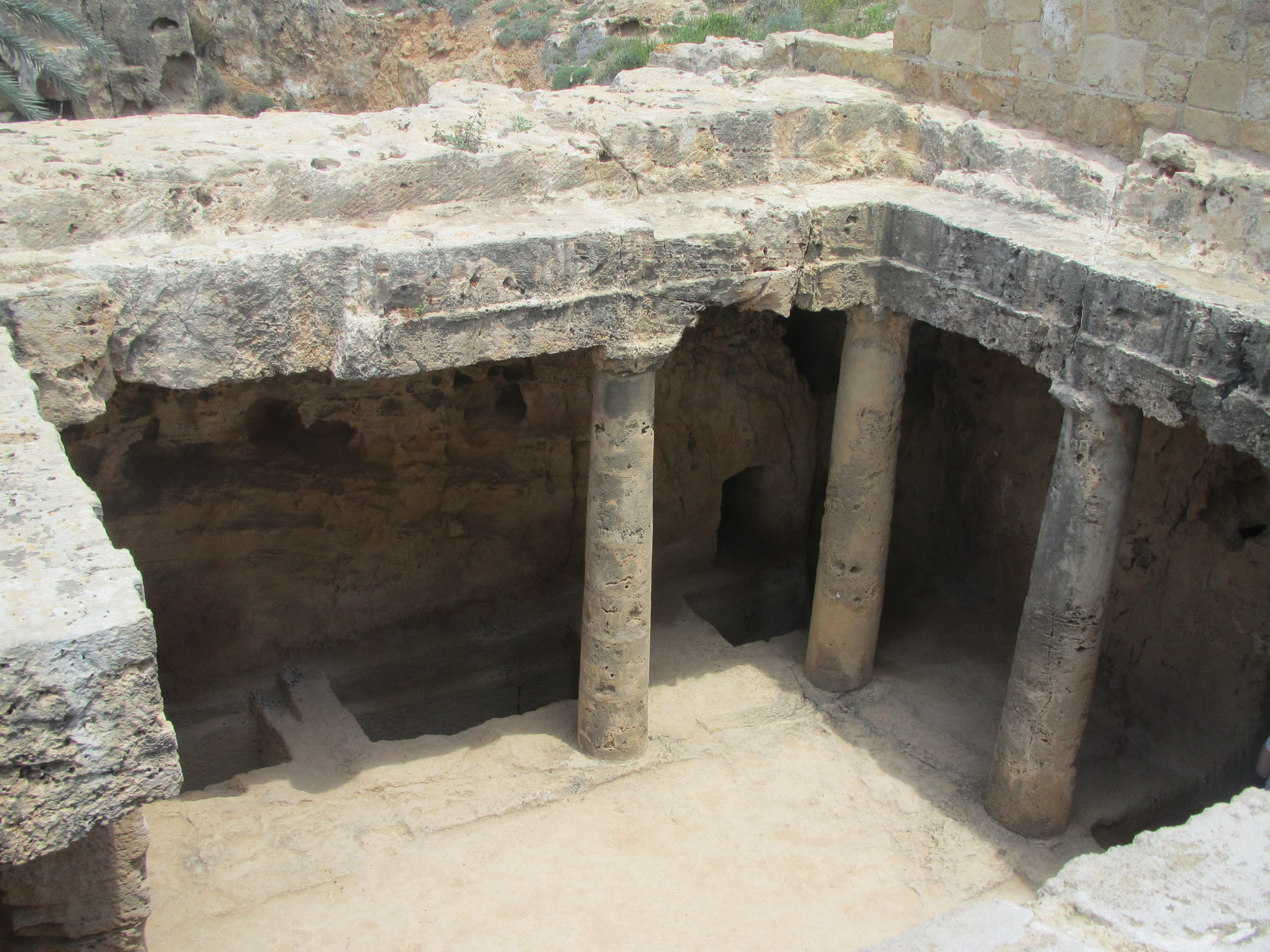
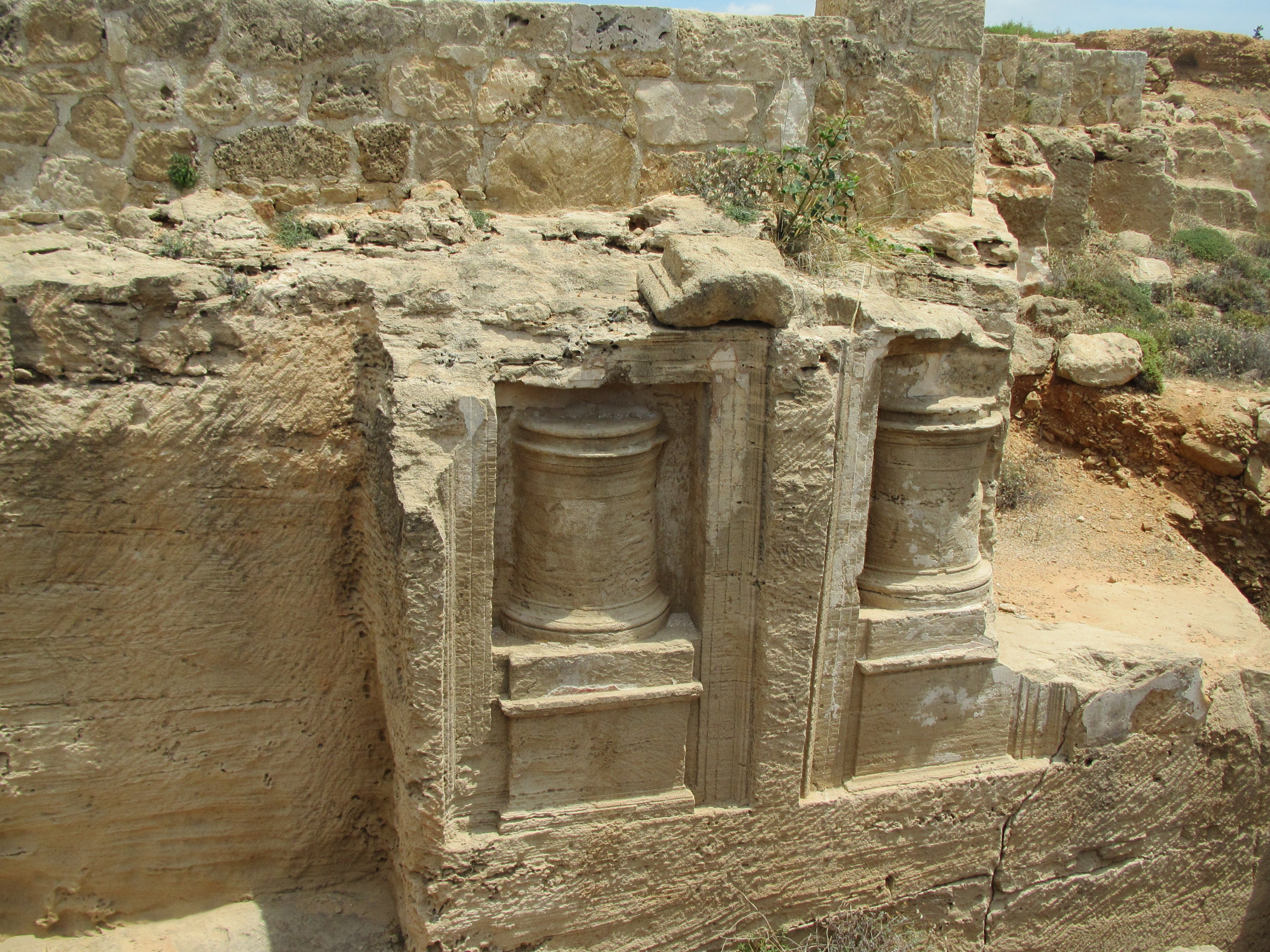
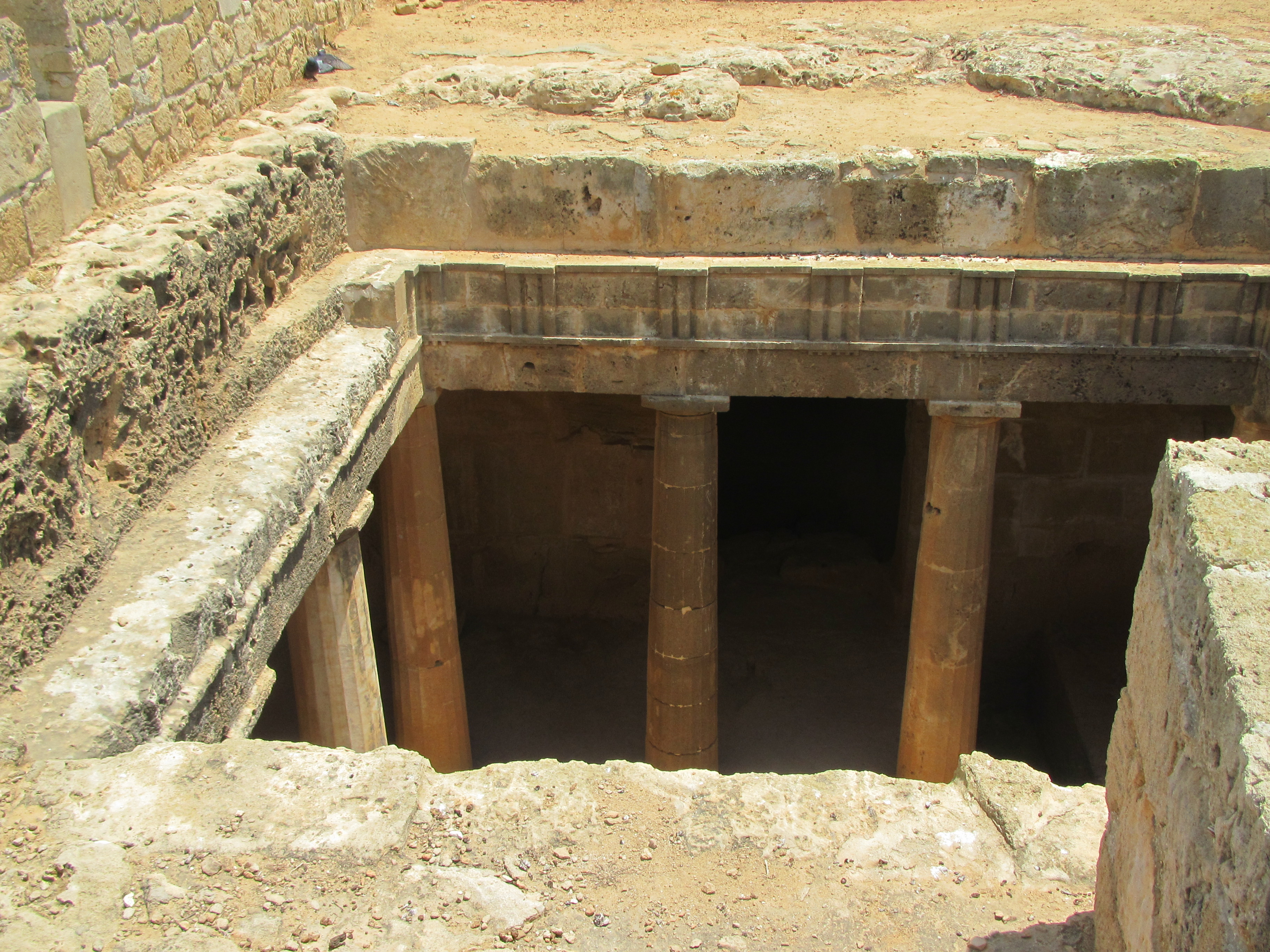
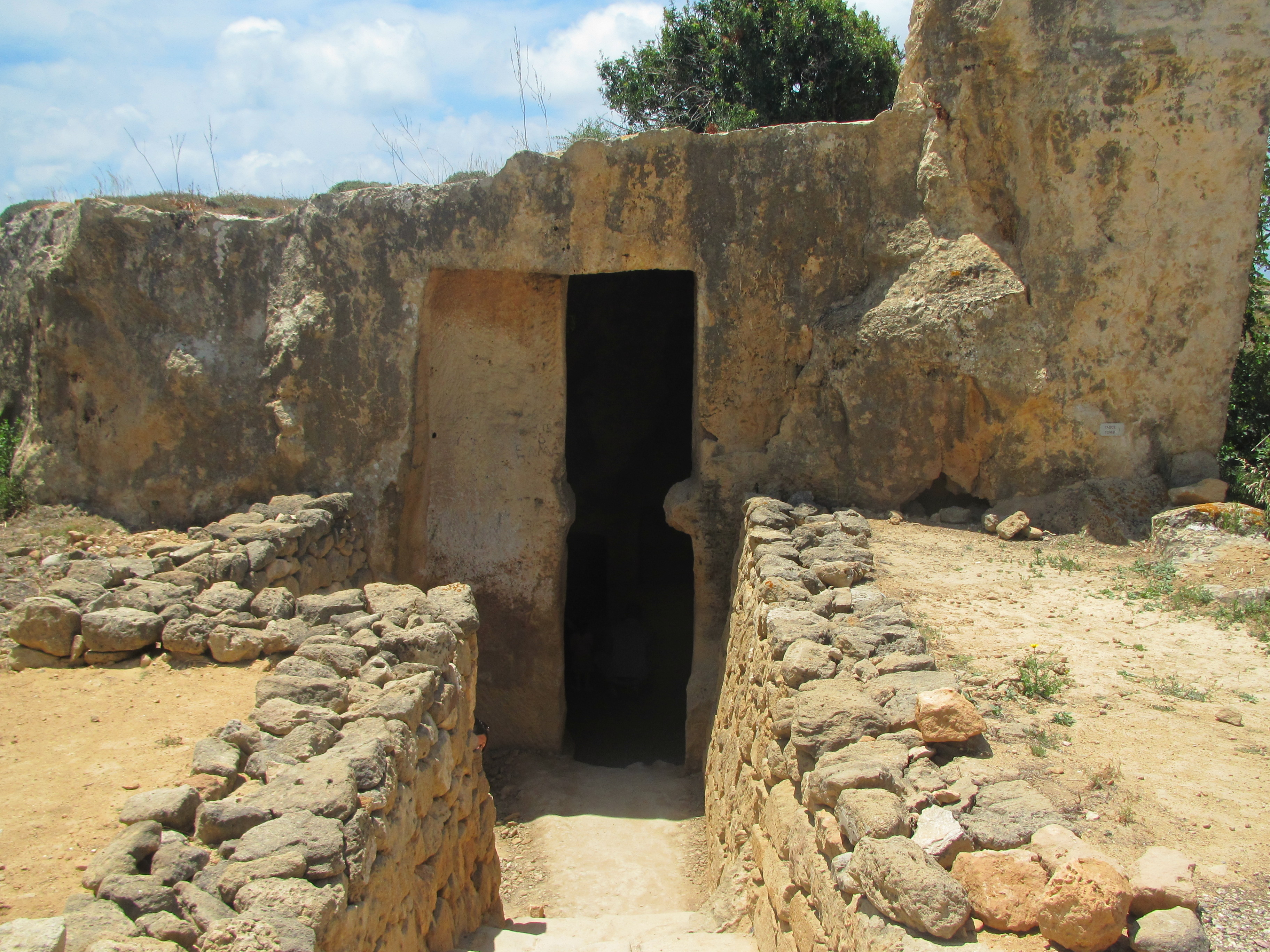
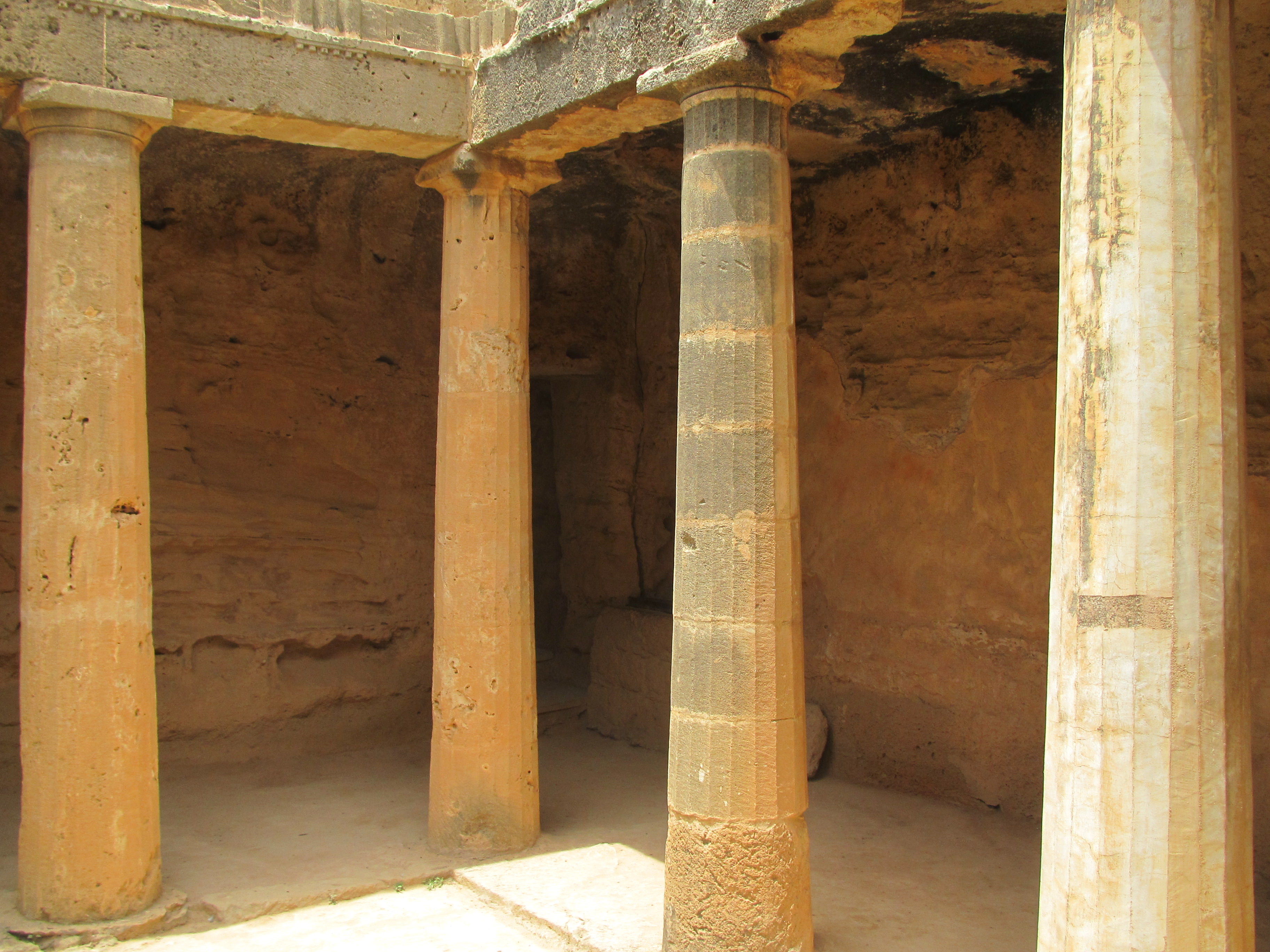
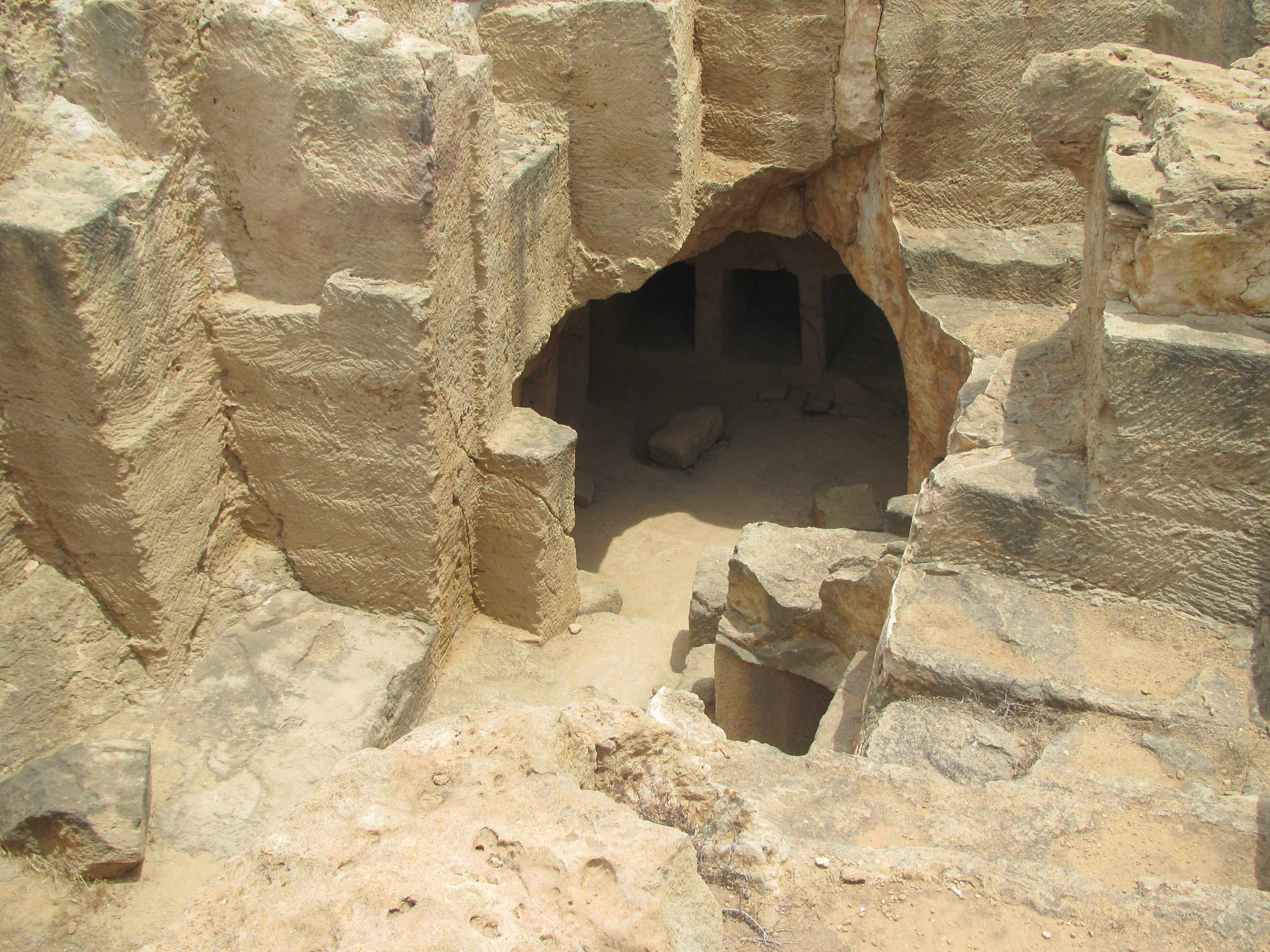